# Erste Allgemeine Verunsicherung

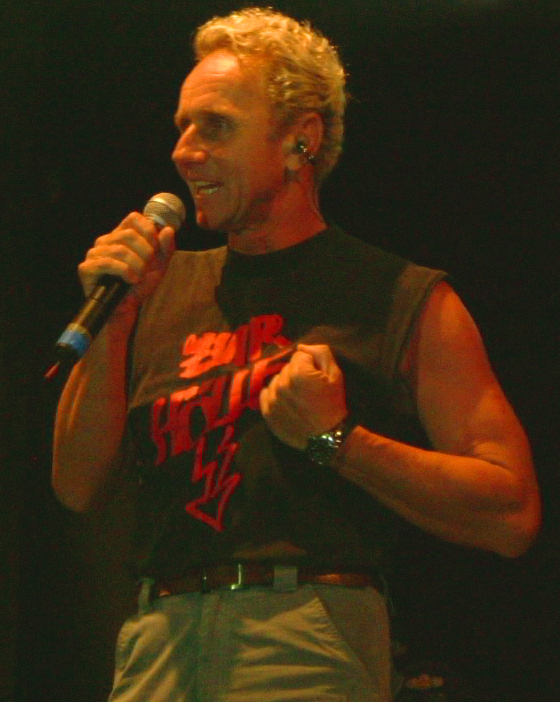
Klaus Eberhartinger, vocalista e líder da EAV

Erste Allgemeine Verunsicherung (também conhecida por EAV) é uma banda pop austríaca fundada em 1978. Seu nome pode ser traduzido livremente como “Primeiro Desconcerto Geral” e é uma referência à Erste Allgemeinen Versicherung (um sistema de seguro austríaco).
Suas músicas são geralmente cômicas e, diversas vezes, fazem críticas sociais. Muitas vezes de forma “politicamente incorreta”. Um exemplo é a canção “Burli” (de 1987, sobre a vida de um menino que nasce após o acidente nuclear de Chernobil). A letra, de humor negro, traz o seguinte trecho (em tradução livre): “Sr. Anton tinha uma pequena casa com um anão de jardim, e havia uma usina nuclear por perto (...) Burli tem em cada mão dez dedos, e mãos ele tem quatro, toca piano muito rápido”. Tanto essa quanto a música “Africa” sofreram boicote de algumas emissoras na época de seu lançamento.
A EAV teve várias mudanças de grupo. Atualmente, seus componentes são Klaus Eberhartinger (voz), Thomas Spitzer (violão) Kurt Keinrath (violão, baixo), Leo Bei (baixo), Franz Kreimer (teclado) e Robert Baumgartner (bateria).

## Discografia
- 1978 "1. Allgemeine Verunsicherung"
- 1981 "Café Passé"
- 1983 "Spitalo Fatalo"
- 1984 "A la Carte"
- 1985 "Geld oder Leben" (Money or life)
- 1985 "Das Beste aus guten und alten Tagen" (The best of good and old days)
- 1987 "Liebe, Tod & Teufel" (Love, Death and Devil)
- 1988 "Kann denn Schwachsinn Sünde sein?" (Can imbecility be a sin?)
- 1988 "Erste Allgemeine Verunsicherung" (GDR-Release)
- 1990 "Neppomuk's Rache" (Neppomuk's Revenge)
- 1991 "Watumba!"
- 1994 "Nie wieder Kunst" (Never ever art)
- 1995 "Kunst Tour '95"
- 1996 "The Grätest Hitz"
- 1997 "Im Himmel ist die Hölle los" (In heaven hell is the matter)
- 1998 "Himbeerland" (Raspberry Country)
- 2000 "Let's Hop to the Pop - Das Aller Beste aber Feste"
- 2000 "Austropop in Tot-Weiss-Tot" (released under the band name "Klaus Eberhartinger und die Gruftgranaten")
- 2003 "Frauenluder"
- 2004 "The Very Best Of"
- 2005 "100 Jahre EAV ...Ihr habt es so gewollt" (100 years EAV... you wanted it)